# サイエンスコミュニケーション

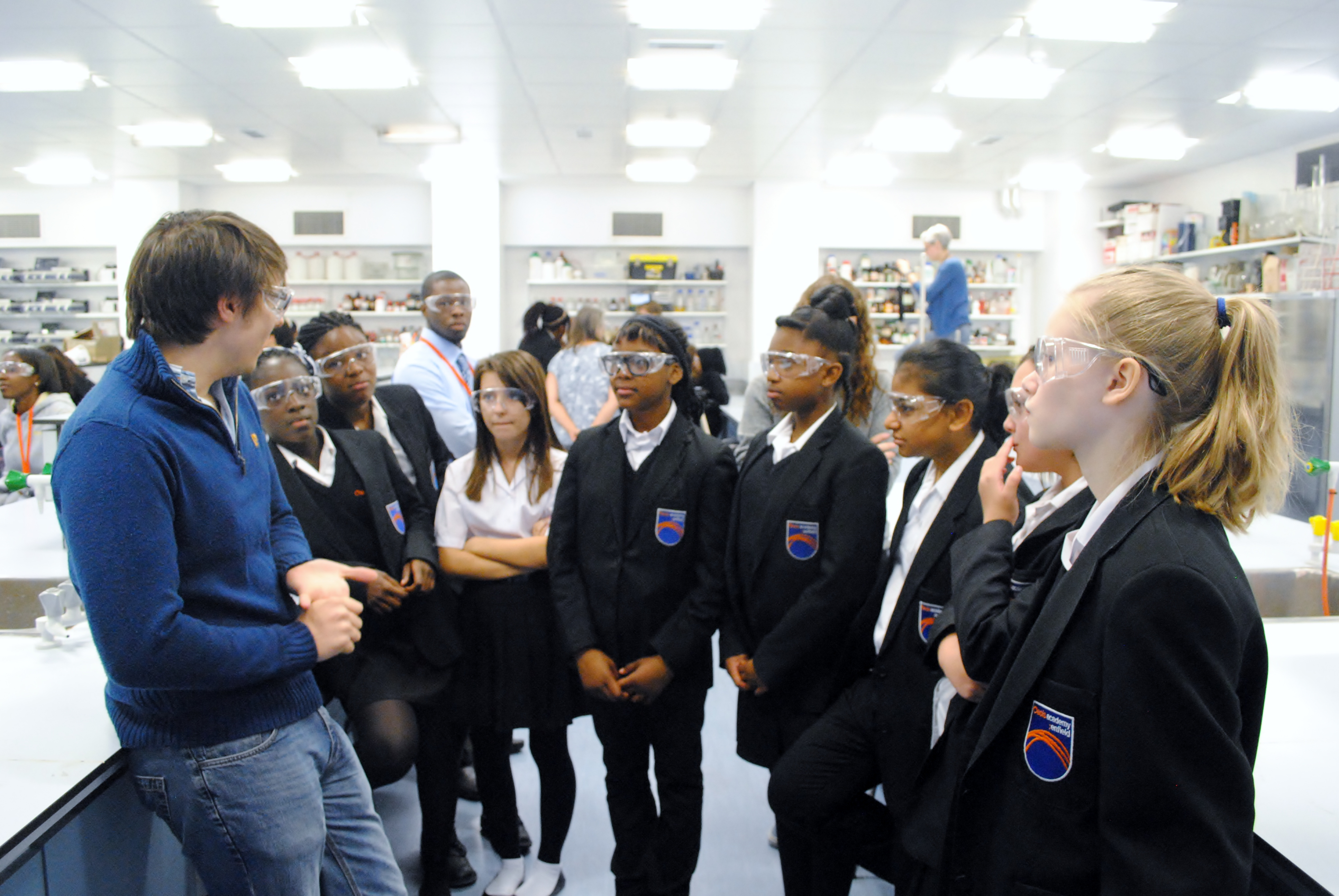
ユニバーシティ・カレッジ・ロンドンにおけるアウトリーチ活動。

サイエンス・コミュニケーション（英: science communication）とは、パブリック・コミュニケーションの一種で、非専門家に対して科学的なトピックを伝えることを指す。科学コミュニケーション、科学技術コミュニケーションとも呼ばれる。多くは職業的な科学者が主体となる（アウトリーチ活動や科学普及活動と呼ばれる）が、現在ではそれ自体が一つの職業分野となっている。サイエンス・コミュニケーションの形としては、科学博覧会、科学ジャーナリズム、科学政策、メディア制作などがある。また学術雑誌などを通した科学者同士のコミュニケーションや、科学者と非専門家の間のコミュニケーションを指すこともある。後者は特に、科学を巡る公の討論や市民科学活動の中で見られる。日本のサイエンス・コミュニケーションについては、さまざまな団体が活動を行っている。
科学研究や科学教育への支援を呼び込むために行われる場合もあれば、政治的・倫理的な問題に関する意思決定のための情報を周知させるのが目的の場合もある。近年では、単純に科学的な研究成果を伝えるより、科学の方法や過程を伝えることを重視する傾向が強くなってきている。これが特に重要となるのは、科学的方法の制約を受けないことから容易に流布する科学的俗説に対処するときである。
サイエンス・コミュニケーションについての考え方は時代とともに変遷を経てきた。科学者同士が研究について公に交流することをサイエンス・コミュニケーションに含めるならば、その源流は17世紀のイギリスで最初の科学学会（王立協会）が成立したことに求められる。科学者コミュニティが公衆に科学を伝える動きの先鞭をつけたのは、1831年に創設された英国科学振興協会である。社会や経済における科学技術の役割が拡大するとともに、一般市民を対象とした理解増進活動の重要性は不動のものとなった。しかし、20世紀の後半から、核技術やBSE問題、遺伝子組み換え食品問題などをきっかけに一般市民の科学に対する不信が顕在化され始め、トップダウン的な知識の伝達の有効性に疑問が寄せられるようになった。現在では、多様なステークホルダーによる科学への関与や双方向的な対話を基本理念として、コンセンサス会議やサイエンスカフェのような新たな形式のサイエンス・コミュニケーションが実施されている。

## 動機
職業訓練の需要が存在することもあって、サイエンス・コミュニケーションは一つの学問分野となっている。専門学術誌には Public Understanding of Science や Science Communication がある。研究者の多くは科学技術社会論に依拠しているが、科学史や一般的なメディア研究、心理学、社会学が入り口となることも多い。学問分野としての成長を受けて、応用的・理論的なサイエンス・コミュニケーション研究を専門に行う学部を設立した大学もある。その一例はウィスコンシン大学マディソン校ライフサイエンス・コミュニケーション学部である。サイエンス・コミュニケーションの分野には、農業従事者とそれ以外が学問的・職業的な観点から農業について交流する農業コミュニケーションや、ヘルス・コミュニケーションなどがある。
ジェフリー・トーマスとジョン・デュラントは1987年の著書で科学の公衆理解、すなわち科学リテラシーを向上させるよう訴え、様々な根拠を提示した。公衆が今以上に科学を享受するようになれば、科学研究費の水準が向上し、法規制がより進歩的になり、訓練された科学者の人材が増加するとされた。また、訓練された技術者や科学者が増えることで経済的な国家競争力が強められる可能性があるという。科学は個人にとっても有益となりうる。科学そのものが魅力を持つこともあり、たとえばポピュラーサイエンスやサイエンスフィクションではその側面が利用される。高度技術化が進む中、社会的な問題について話し合うのに基礎的な科学知識は役に立つかもしれない。幸福感についての科学は個人にとって直接的に明確な意義を持つ科学研究の例である。政府や社会も科学リテラシーの向上から恩恵を受ける可能性がある。有権者の見識は社会の民主化を推進する原動力である。それに加え、道徳的な問題について意思決定を行うのに必要な知識が科学から得られることがある（たとえば動物は苦痛を感じるか、人間活動が気候変動に与える影響、さらには道徳の科学といった問題に関する疑問に答えてくれる）。
バーナード・コーエンは科学リテラシー増進の理念にいくつかの懸念を投げかけた。コーエンは第一に「科学の偶像化」を避けよと説く。言い換えると、科学教育で必要なのは、公衆が科学を尊重しつつも科学が絶対に正しいと盲信しないようにすることである。結局のところ科学者は人間であり、完全に利他的なわけでもなく、何もかもを理解できるわけでもない。また、サイエンス・コミュニケーションに携わる者は、科学を理解していることと、科学的な思考法を身につけてほかの局面でも応用できることとの違いを正しく認めるべきである。実のところ、訓練された科学者といえども、科学的な考え方を人生の中で応用することに必ず成功するわけではない。コーエンは科学主義と呼ばれてきた考え方に対して批判的である。つまり、科学があらゆる問題に対する最善の（あるいは唯一の）対処法だとするべきではない。また、様々な天体までの距離や鉱物の名前といった「雑多な情報」を教えることを批判し、その有用性に疑いを投げかけている。ほとんどの科学知識は、公の議論の対象となって政策転換につながるのでなければ、学習者の人生に実質的な変化をもたらすことはないだろう。
科学の公衆理解という観点に基づく学術研究に対しては、科学技術社会論の研究者から多くの批判が寄せられている。たとえば、スティーヴン・ヒルガートナーが1990年に論じたところによれば、科学の普及についての（彼がいう）「支配的な見解」の中では、正確な知識を備えた集団とそれ以外との間に明瞭な境界があると考えられがちである。公衆を知識が欠如した集団と定義することで、科学者たちは専門家としての自己認識を際立たせることになる。科学の普及活動は境界作業の一つの形となる。このように理解するならば、科学者と非科学者との間で行われる科学コミュニケーションという営みそのものが、この図式を強調することにしかならない。あたかも、科学コミュニティが一般人に手を差し伸べるのは、そのもっとも強固な境界を強化するためでしかないかのようである（M・ブッチやB・ウィンの著作に基づく）。このように、一般市民に知識が欠如していることを問題視して、トップダウン的な啓発活動を行おうとする考え方は批判的に「欠如モデル」と呼ばれるようになった。
生物学者ランディ・オルソンは別の観点から科学の公衆理解に関する危惧を表した。反科学的な集団は強い動機を持ち資金が潤沢であることが多いため、政治的中立を志向する学術団体は後れを取る可能性があるというのである。オルソンはこの懸念を裏付ける例として否認論（たとえば地球温暖化に対するもの）を挙げている。ジャーナリストのロバート・クラルウィッチも同様に、科学者が情報を発信すると、否応なくAdnan Oktar（トルコの宗教指導者、イスラム創造論者）のような人物との競争にさらされると論じた。クラルウィッチが伝えるところによれば、トルコには世俗主義の強い伝統があるにもかかわらず、Oktarの活動により、おもしろくて読みやすく価格も低い創造論の教科書が数千校にのぼる学校で販売されているという。宇宙生物学者デイヴィッド・モリソンは、反科学に対処するために研究に支障が出たことが何度かあったと発言している。未知の天体（ニビル）が地球と接近して大災害（ニビル大災害）をもたらすという風説による社会不安を和らげるよう要請されたのだという。これは2008年に始まり、2012年、2017年と繰り返された。

## 方法
海洋生物学者で映画監督でもあるランディ・オルソンは「科学者ぶるのはやめよう ― スタイルの時代に本質を語るには」と題する本を出した。同書でオルソンは、科学者にもっとコミュニケーションするよう促すことがなおざりにされてきた現状について述べ、同輩である科学者に向けてもっと「気楽になる」よう説いた。さらに、公衆とマスコミに科学を伝える最大の責任は科学者にあるとした。そしてそれを行うならば、社会科学の十分な理解を下敷きにしなければならない。科学者も物語のような効果的な説得の技法を使うべきだ、というのがオルソンの主張である。とはいえ、科学者が語る物語はストーリーが魅力的というだけでなく、現代科学に忠実でなければならない。それが困難だったとしても、ただ正面から取り組むしかない。オルソンはカール・セーガンのような人物が優れた普及家だと述べ、その理由の一つは意識的に好感が持てるイメージを作り上げたためだと指摘した。
カリフォルニア工科大学の卒業式の式辞において、ジャーナリストのロバート・クラルウィッチは Tell me a story（お話してください）という題でスピーチを行った。そこで彼は、科学者には科学や自身の研究を面白く説明するよう求められる機会が実は多い、そのような機会を逃してはいけないと語った。クラルウィッチによれば、科学者はニュートンがしたように公衆を遠ざける道を選んではならず、ガリレイにならってメタファーを使いこなさなければならない。科学が容易に理解できなくなっている現代では、メタファーの重要さは増す一方である。さらに、科学の現場で起こっているサクセスストーリーや苦闘の物語を語ることで、科学者が現実の人間だということを伝えられる。スピーチの最後には、科学的な価値観が普遍的な重要性を持つことや、科学的な観点とは単なる意見ではなく訓練によって得られた見識なのだということを公衆に理解してもらう大切さを訴えた。
俳優アラン・アルダは科学者と博士課程学生が演劇コーチの指導を通じてコミュニケーションに習熟できるようにする活動を行っている（ヴァイオラ・スポーリンの演技法を用いている）。

### 公衆とは

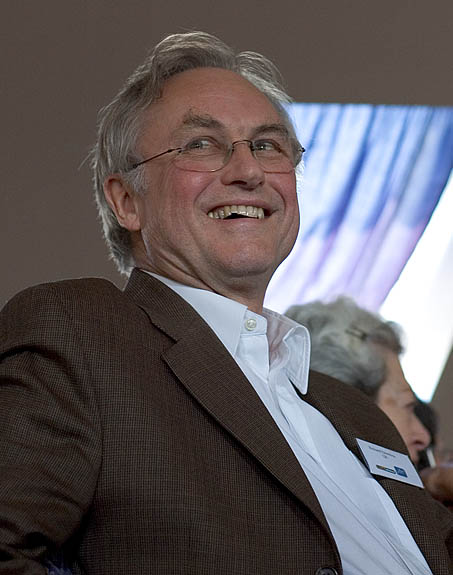
『利己的な遺伝子』の序文でリチャード・ドーキンス（写真）は次のように書いた。「私の想像の中では、常に三人の読者が肩越しに本書を書くところを覗き込んでいた。彼らにこの本を捧げよう。（中略）一人目は一般的な読者、『素人』である。（中略）二人目は『専門家』、三人目は『学生』だ。」

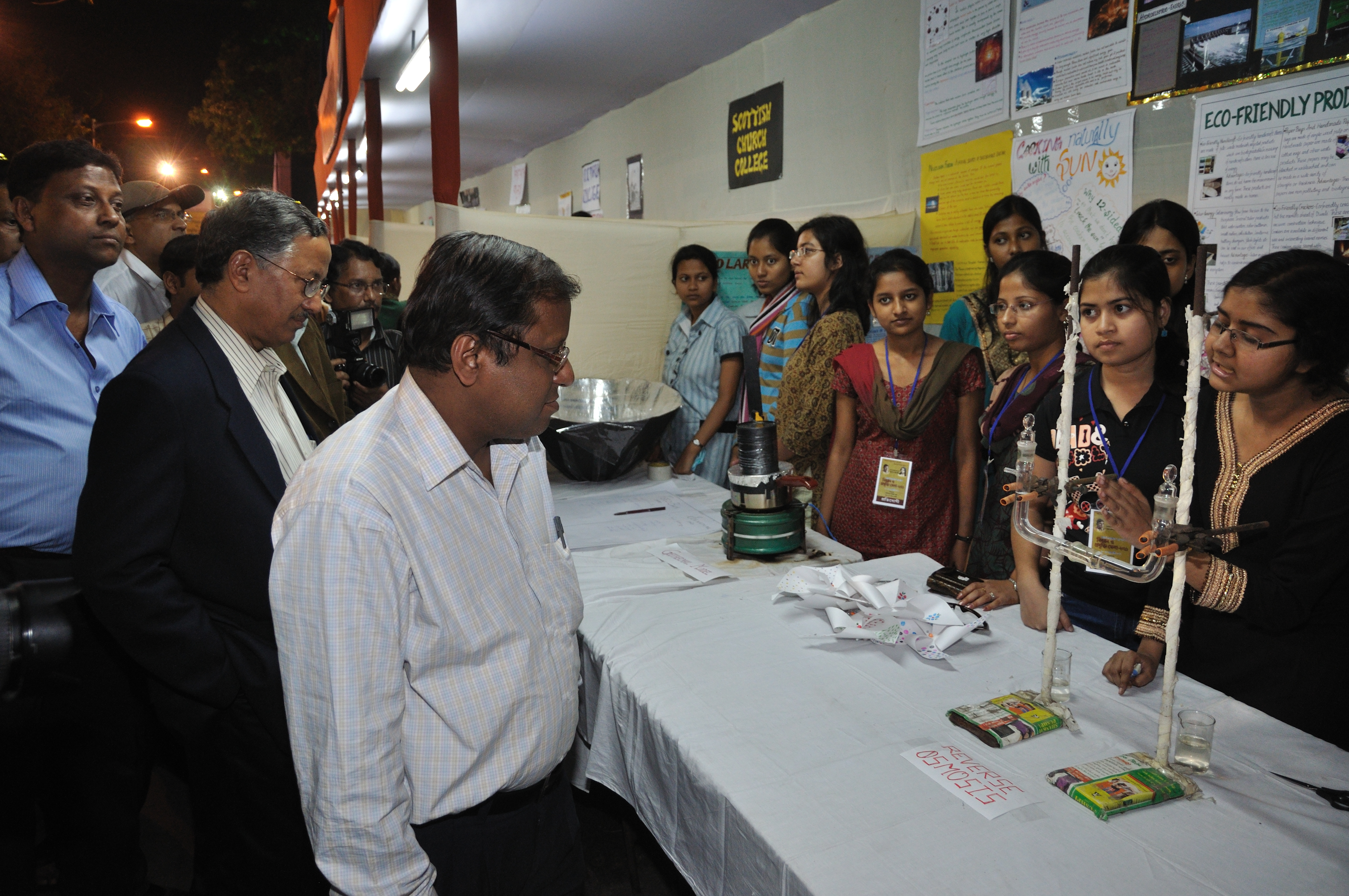
生徒が科学研究のプロジェクトについて説明している。スザンナ・ホーニグは誰もが科学と有意義な関わりを持てるというメッセージを訴えている。本職の研究者ほど深い関わりだけが関わりではない。

「科学の公衆理解」運動に対しては、そこで想定されている公衆がどこかブラックボックスのようで受動的だという批判が数多く寄せられてきた。その結果、公衆に対するアプローチのあり方は変化した。近年のサイエンス・コミュニケーション論の研究者や実践家は、非専門家の話に喜んで耳を傾けようとするだけでなく、レイトモダン・ポストモダンの社会的アイデンティティが流動的で複雑であることを意識するようになってきた。分かりやすい部分としては、公衆すなわちpublicという言葉の代わりに複数形のpublicsやaudiencesが使われ始めた。Public Understanding of Science 誌の編集者エドナ・アインジーデルはpublics特集号で以下のように説明している。

欠如フレームやpublicsの画一化が当たり前だった時代は過ぎ去った。今や我々の目に映るpublicsは、能動的かつ聡明で、多様な役割を持ち、科学を受容するだけでなく形作ることもできる存在である。

しかしながら、アインジーデルはさらに進んで、どちらの見方もpublicとは何なのか規定しているのだから、ある意味で公衆を画一化していることは変わらないとした。科学の公衆理解運動がpublicsを無知な存在として矮小化したとすれば、それに代わる「科学技術への公衆関与」運動はpublicsを参加意識と生来の道徳、素朴な集合知を持つ存在として理想化したのだという。スザンナ・ホーニグ・プリーストは現代の科学支持者（audiences）に関する2009年の概説で、科学コミュニケーションの使命とは、非専門家に科学の活動から疎外されたと感じさせず、かといって過度に関与を求めないことなのかもしれないと結論した。望むならいつでも参加して構わないが、人生を賭けて飛び込んでいく義務は負わないというわけである。
公衆の科学に対する知識や関心度を調査することは、「科学の公衆理解」の観点と強く結びつけられた手法だと（一部に言わせれば、不当にも）考えられている。そのような調査を行うこと自体が「必然的に、公衆には科学的な理解が不足しているというイメージを形成するもの」』という批判がある。米国においてその種の調査研究を代表するのはジョン・ミラー（Jon D. Miller）である。ミラーは科学に「目を向けている」「関心のある」とみなせる公衆（言わば科学ファン）と、科学や技術にそれほど関心がない集団とを区別したことでよく知られている。ミラーの研究は、アメリカの公衆が以下に示す科学リテラシーの4つの特質を備えているか疑問を投げかけた。
- 教科書的、事実的な科学の基礎知識
- 科学的方法の理解
- 科学技術のポジティブな成果を高く評価すること
- 占星術や数秘術のような迷信への信奉を持たないこと[18]

ジョン・デュラントが英国の公衆を対象に行った調査はいくつかの点でミラーと同様のアイディアに基づいていた。しかし、デュラントらはどちらかと言えば知識の量より科学技術への態度の方に関心を持っていた。彼らはまた公衆が自分の科学知識にどれだけ自信を持っているかに注目し、「知らない」という回答を選ぶこととジェンダーとの関係などを考慮した。ユーロバロメーター調査はこのようなアプローチや、もっと「科学技術への公衆関与」の影響が強いアプローチを取り入れていると見られる。この調査はEU諸国の世論をモニターするもので、政策立案と政策評価に寄与する目的で1973年から行われている。題材は多岐にわたり、科学技術のみならず、国防、ユーロ、EUの拡大、文化も含まれる。近年のユーロバロメーター調査『気候変動に対するヨーロッパ人の態度』はよい例である。この調査では回答者の「主観的な知識レベル」に焦点をあてており、何を知っているか確かめるのではなく「…について個人的に十分な知識がありますか？」という訊き方をしていた。

### フレーム分析
科学コミュニケーションの研究には、人が状況や活動をどのように理解するかを分析する手法であるフレーム分析が用いられる。
以下にフレームの例を挙げる。
- 公の責任（Public accountability）: 科学技術を公共もしくは特定団体の利益に寄与するものとして扱う。法的管理、透明性、政策決定などに重点を置く。
- 科学技術の暴走（Runaway technology）: 科学技術の発展を警戒すべきものとして扱う。事故を起こした原子力発電所の写真を提示するなど。
- 科学の不確実性（Scientific Uncertainty）: 科学を専門家間のコンセンサスに過ぎないものとして扱う。

### ヒューリスティックス
我々が日々行っている意思決定は膨大な数に上るため、すべてについて注意深く入念に検討するのは現実的ではない。そのかわり、ヒューリスティックとして知られる心理的なショートカットを用いることで、完全ではなくともまずまず納得のいく結論を速やかに得ようとするのが普通である。以下に挙げる3種のヒューリスティックはトベルスキーとカーネマンが最初に提唱したものだが、それ以降にも様々なものが論じられている。
- 代表性ヒューリスティック（英語版）: ある事象が確からしいかどうかを関連性に基づいて判断すること。たとえば、AがカテゴリBに属する見込み（キムという名の人物はシェフであるか？）や、事象Cが過程Dから得られる見込み（表表裏裏と続いたコイン投げは無作為に行われていたか？）がどれほどあるか。
- 利用可能性ヒューリスティック: ある事象が起きる頻度や蓋然性を、その事例がどれだけ容易に想起されるかに基づいて判断すること。たとえば、自分と同年代の大学生が何人いるかを見積もる場合、回答は実際に何人の大学生を知っているかに影響されるだろう。
- 係留と調整: 不確定な要素がある中で意思決定を行うときに用いられる。初めに何らかの出発点（係留点）を設定し、修正を加えながら仮説を完成させていく。たとえば、ある講義が次の春学期に何人の受講者を集めるか見積もる場合、回答者はまず直前の秋学期の受講者が何人だったか思い出し、秋学期と春学期でどちらが人気が高くなるか考えて見積もりを修正していくことだろう。

もっとも効果的な科学コミュニケーションの試みは、ヒューリスティックが日常的な意思決定の中で果たしている役割を考慮に入れたものである。多くのアウトリーチ活動計画は公衆の知識を向上させることのみに焦点を当てているが、研究によると（たとえばBrossard et al. 2012）、知識レベルと科学的な問題に対する意見との相関は、あるとしてもわずかでしかない。

## 大衆文化とメディアにおける科学

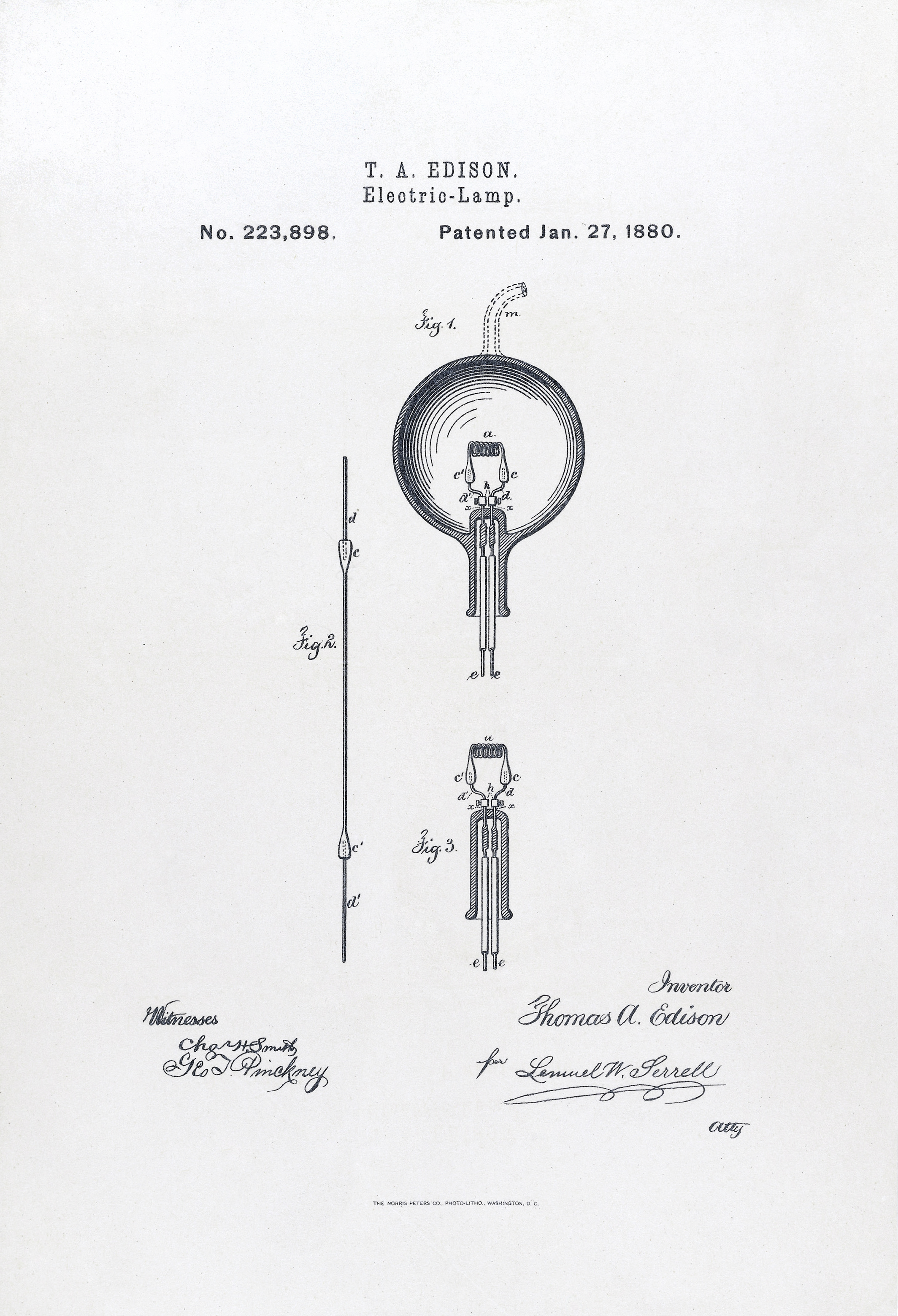
トーマス・エジソンが1880年にデザインした図。電球の機能を説明している。

### 公共科学の誕生
ルネサンスと啓蒙時代を経て一般向けの言説の中に科学研究が現れ始めたが、19世紀になるまで公衆が科学に出資したり科学に親しむことは一般的ではなかった。それ以前の科学研究は、私的な後援者に依存しており、王立協会のような排他的な集団の間で行われるのがほとんどだった。19世紀に中産階級が台頭した結果、漸進的な社会の変化により公共科学が成立した。ベルトコンベアや蒸気機関車のような19世紀の科学的発明が人々の生活様式を改善したことを受けて、大学その他の公的機関は大々的に科学的発明に資金を提供して科学研究を振興させようとし始めた。科学の成果は社会にとって有益であったため、科学的な知識の探求は科学という一つの職業となった。当時存在していた科学に関する公共の議論を行う場としては、米国科学アカデミーや英国科学振興協会（British Association for the Advancement of Science、BAAS）のような学術団体がまず挙げられる。BAASの創立者の一人であるディヴィッド・ブリュースターは、「科学の1本の支流を追求する人が、ほかの分野の探究者と理解しあえるように」、また「科学を志す学生が自らの仕事をどこから始めればよいかわかるように」、研究者がそれぞれの発見を円滑に伝えるための定期刊行物が必要だと信じていた。科学が職業化されて公共圏へも導入されたことで、科学はより広い受け手に伝達されるようになり、それへの関心も高まった。

### 19世紀の科学メディア
メディアの制作形態は19世紀に変化を遂げた。蒸気機関による印刷機が発明されたことで、時間当たりに印刷できるページ数が増大し、印刷物が安価になった。書籍の価格は徐々に下がって労働者階級でも手が届くようになった。文書を所有して知識を得ることはエリートだけの独占ではなくなった。歴史家アイリーン・ファイフは、19世紀に労働者階級の生活を改善するために一連の社会改革が行われた中で、大衆の知的向上の観点から知識の普及が重視されたことを指摘している。その結果、教育のない層の知識を向上させようとする改革の動きが起きた。ヘンリー・ブルーム (初代ブルーム＝ヴォークス男爵)が代表を務めていた「有用な知識を普及させるための協会」はすべての階級が読み書き能力を身につけられる制度を設立しようとした。
また同協会は、一般庶民に科学の成果を総合的に伝えることを目指して『ペニー・マガジン』のような週刊の雑誌を発刊した。

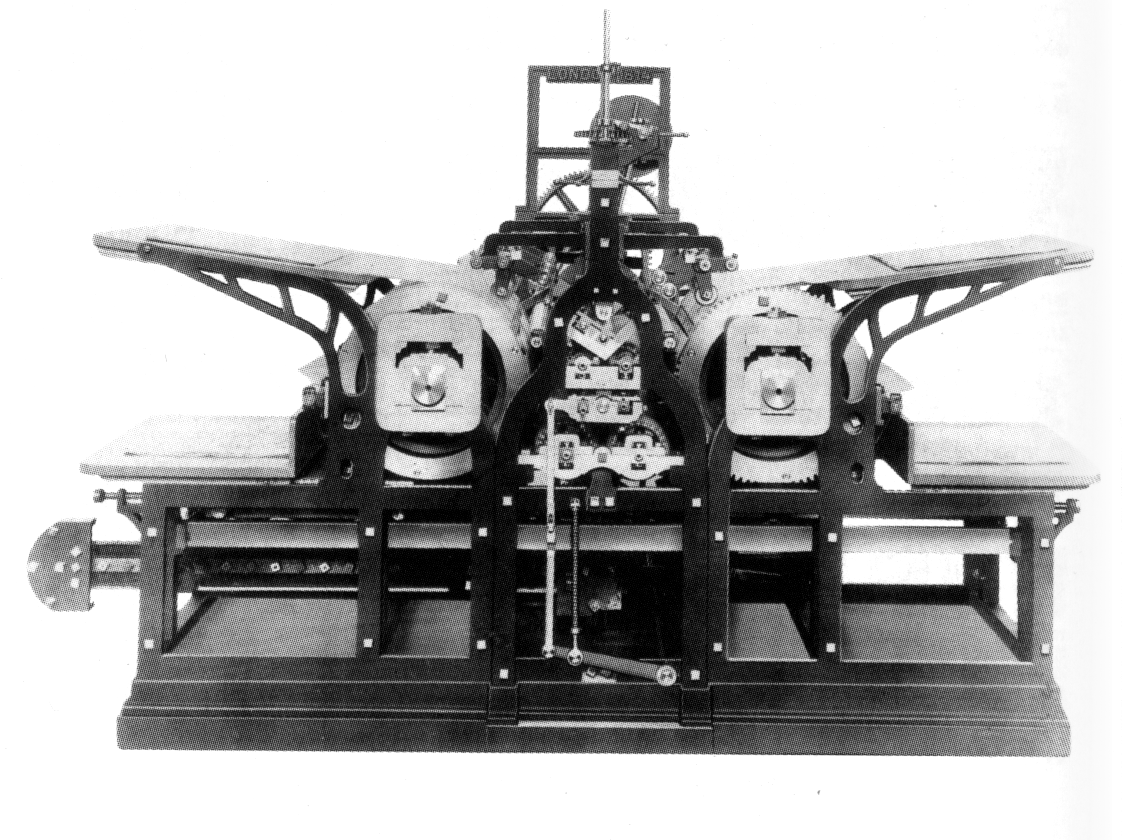
フリードリヒ・ケーニヒの蒸気印刷機。1814年。

科学に関する出版物の読者が増加するにつれ、公共科学への関心もまた高まっていった。オックスフォード大学やケンブリッジ大学など、一部の大学では公開講座が開設され、一般大衆の受講を奨励した。19世紀の米国でも巡回講義が一般的に行われ、数百人の観衆を集めていた。この種の公開講座はライシーアム運動の流れを汲むもので、基礎的な科学実験の実演を通して、教育の有無にかかわらず聴衆に科学知識を伝えた。
公共科学の普及とは、マスメディアを通じた一般大衆の啓発だけではなく、科学コミュニティ内部でのコミュニケーションが発展することでもあった。科学者はそれまでにも数世紀にわたって自らの研究成果を出版していたが、王立協会の『フィロソフィカル・トランザクションズ』のような伝統的な総合論文誌はコミュニケーションの場としての重要性を失っていった。19世紀にはそれに代わって、それぞれの分野の専門誌で研究成果を発表することが科学者のキャリアには欠かせなくなった。科学の普及がさらに進み、論文出版が一般化した結果、19世紀末になると『ネイチャー』や『ナショナルジオグラフィック』のような雑誌が多数の読者を獲得して強固な資本基盤を持つようになった。

### 現代のメディアによる科学の伝達
科学を公衆に伝える方法は多岐にわたるが、ユニヴァーシティ・カレッジ・ロンドンのサイエンス・コミュニケーション論講師カレン・バルティチュードはそれらを3つのカテゴリに分けた。伝統的なジャーナリズム、ライブ（対面型）イベント、オンラインの交流である。
伝統的なジャーナリズム新聞や雑誌、テレビ、ラジオなど。受け手の数について一日の長があり、ほとんどの人はこれらのメディアで科学的な情報を入手している。職業的なジャーナリストによって制作されるため、提供される情報は質が高い（正確に書かれ、見せ方が優れている）と考えられる。伝統的なジャーナリズムには論点を提起する役目もあり、政府の政策に影響力を持つことがある。短所としては、科学に関するニュースがひとたび主流メディアに流れたら、当事者の科学者がその伝え方をコントロールできないため、誤解や誤った報道を生みかねない点がある。またこの伝達方式は一方向であり、公衆との対話が起こりえない。さらにまた、ニュースの受け手が科学的背景の全体を理解できるとは限らないので、ニュース内容の範囲を狭めて限られたポイントにだけ集中させる場合が多い。しかし最近の研究では、新聞やテレビ局は「科学の公共圏」の中で広範なアクターを公の討論に引き込む役割を担っていることも示されている。
ライブイベント例としては公開講座、博物館、科学館、討論会、サイエンスカフェ、サイエンスアート、サイエンスショー、サイエンスフェスティバルがある。このスタイルの強みは、より個人的であることと、双方向的であるため科学者が公衆と交流できることである。また科学者が内容をコントロールすることも可能となる。不利な点としては、受け手の数が限られること、人的資源を集約する必要があり高コストであること、すでに科学に関心を持っている受け手にしか訴求しないことが挙げられる。
オンラインの交流たとえばウェブサイトやブログ、ウィキ、ポッドキャストなどは科学コミュニケーションに用いることができる。ソーシャルメディアは言うまでもない。市民科学のプロジェクトでは、インターネットを通じて一般からデータ収集などの貢献を募ることがあり、オンラインによる科学コミュニケーションの一つの形を提示している。オンラインコミュニケーションは潜在的に巨大な受け手を持ち、科学者と公衆との直接的な交流が可能である。そのコンテンツはいつでも利用可能であり、科学者がコントロールすることもできる。また、受け手と送り手の選択によって一方向にも双方向にもコミュニケーションが行える。しかし、コンテンツがどのように受け取られるかをコントロールしづらいことや、常に管理とアップデートを行う必要があることは不利な点といえる。
公衆は面白い科学知識を求めるが、同時にそれが、リスク規制や科学技術ガバナンスに批判的に関与するために必要な種類の知識であることも期待するという研究がある。したがって、公衆に科学的な知識を伝えるときにはその側面を意識するのが重要である（たとえば、科学コミュニケーションとコメディを組み合わせるなど）。科学コミュニケーションの分野はまだ歴史が浅いため、公衆がどのように、またどういう動機で科学に関与するか、そして様々な形の科学コミュニケーションがそれぞれどのような効果を持つかを正確に突き止めるにはさらなる研究が必要である。とはいえ近年の研究は、メディアが科学者による科学的な説明をねじ曲げたり、売り上げのために科学ニュースをセンセーショナルに伝えるというような旧来の見方からは離れていっている。文脈主義的な、もしくは審議民主主義のフレームワークの下で研究を行う者にとって、科学とメディアの相互作用は複雑なプロセスである。科学とメディアを二つの社会的システム（またはサブシステム。ニクラス・ルーマンのシステム理論による）として捉え、それらの密接な関係を研究する研究者によれば、科学者の側もまた、一般社会への訴えかけを通じて研究資金を集めようと望み、積極的にメディアに露出しようとする。一方でメディアの側も、現代のリスク社会におけるリスクガバナンスへの市民参加を支援するために科学報道を行うことを重視している。

### Twitterやソーシャルメディアの影響
Twitterを使うことで、研究者や大学教員は異なる観点を持つ多様な観衆に対して科学的なトピックを伝えたり、議論を行うことができる。学術論文の引用件数にTwitterの利用が正の影響を与えることを示す研究がある。それによると、多くのツイートを集めた論文はほとんどツイートされないものと比べて高被引用論文となる確率が11倍であった。
グンター・アイゼンバッハが著作で指摘しているように、Twitterが科学コミュニティの進歩に直接的な影響を与えていることが研究によって明らかになった。Elsevier Connectの編集長で「科学でソーシャルメディアを使う方法」という記事を書いたこともあるアリソン・バートは、自分の研究内容をTwitterでシェアすると不利益が生じる可能性があると述べている。
キンバリー・コリンズはPLOSに載せた論文で、Twitterを始めるのをためらう科学者がいる理由を説明した。Twitterのようなプラットフォームについてよく知らないために有意義な投稿ができない者もいれば、Twitterで自分の研究をシェアすることに価値を見出さなかったり、自分のアカウントに研究の情報を投稿する時間がない者もいるのだという。中には、職業上の情報を発信したり提案やコメントを受けたりするにはTwitterはふさわしくないと考える者もいる。とはいえ、コリンズの調査対象となった科学者の28%は、Twitterでの発信は多くの多様な受け手に届くため好ましいと考えている。
人気ブログBoing Boingの科学エディターで『ニューヨーク・タイムズ』のコラムニストでもあるマギー・コースベーカーは、オンラインで職業科学者として適切に振る舞うには、ソーシャルメディア上でプライベート用と仕事用のペルソナを使い分けることが重要だとコメントしている。これらの発見によると、学術研究についての内容をプライベートなアカウントから投稿すると、Twitterユーザーに混乱したメッセージを送ることになりかねない。
Twitterを利用したアウトリーチ活動が良い結果を生んだ事例はいくつもある。2017年9月、ある母親がカナダ昆虫学会に対し、虫が好きすぎて学校でいじめを受けている8歳の娘を激励するよう依頼した。昆虫学会が#BugsR4Girls（虫は女の子のもの）というハッシュタグを付けたツイートでこの件を発信すると、大きな話題を呼んで社会とメディアを巻き込んだムーブメントに発展した。この顛末はアメリカ昆虫学会誌のサイエンス・コミュニケーション特集号に論文として報告され、女児も共著者として自らの体験を寄稿した。
2017年、ピュー研究所ジャーナリズム・メディア部門が実施した調査により、ソーシャルメディアユーザーのおよそ4分の1が科学関連のページやアカウントをフォローしていることが明らかになった。このグループは、ソーシャルメディアから得た科学ニュースは他のメディアよりも重要であり、信頼度も比較的高いと回答した。
フレッド・ハッチンソンがん研究センターで科学的キャリア開発部門の長を務めるカレン・ピーターソンは、アカデミックなキャリアを歩み始めたばかりの研究者に対し、FacebookやTwitterのようなソーシャル・ネットワークを使った交流によってオンライン上での存在を確立する重要性を訴えた。キャリア開発の観点からは、ソーシャル・ネットワークは知り合いを増やし、研究上のアイディアを交換するなどの利点があるという。
『ネイチャー』によると、3000人を超える科学者・技術者への聞き取りの結果、彼らの間に巨大ソーシャルメディア・ネットワークや研究プロフィールサイトが浸透していることがわかった。エレナ・ミラーニは科学とサイエンス・コミュニケーションに関するTwitterハッシュタグをリストするプロジェクトSciHashtagを設立した。Twitterは今や研究者にとって生活の一部になったと言える。

## 「科学の公衆理解」運動
科学の公衆理解（public understanding of science）、科学に対する公衆の意識（public awareness of science）、科学技術への公衆関与（public engagement with science and technology）、これらはすべて20世紀後半に国や科学者が起こした運動の中で作り出された用語である。19世紀末に科学は職業的な活動となり、国の影響を受けるようになった。それ以前には科学の公衆理解が論題として大きく取り上げられることはなかった。ただし、一部の著名人は専門家ではない公衆を対象とした講義を行っていた。その一人であるファラデーが行っていたのは、英国王立研究所（Royal Institution）が1825年から現在まで実施している名高いクリスマス・レクチャーである。
20世紀に至って、科学をより広い文化的コンテクストの中に置き、科学者が一般大衆に理解されるような形で知識を発信することを目指す団体が出現した。英国においては、1985年に王立協会が作成したボドマー報告書（正式な題名は The Public Understanding of Science 「科学の公衆理解」）が、科学者と社会との関係を再定義するきっかけとなった。この報告書は「連合王国における科学の公衆理解の性質と程度を見直し、それが先進民主主義の観点から十分であるか検討する」意図で作成された。作成委員会は遺伝学者ウォルター・ボドマーが議長を務め、ナレーターでもあるデイビッド・アッテンボローなど著名な科学者が参加していた。報告書では様々なセクターに対して科学の理解増進のための施策が提言されたが、特に科学技術の専門家に対し公衆とのコミュニケーションを促したことは画期的であった。ここで公衆は（互いに重なり合う）5つのグループに分類された。すなわち (1) 私的個人、(2) 民主社会の市民、(3) 科学の専門家、(4) 中堅管理職と労組専従者、(5) 政治家や実業家である。その前提として読み取れるのは、すべての人が科学をある程度理解している必要があり、そのためには若年のうちから科学に関して適格な教師に教えを受けなければいけないということである。報告書の中ではテレビや新聞などのメディアが今以上に科学を取り扱うよう提言されていたが、それがもとになって、科学コミュニケーションのプラットフォームを提供するen:Vega Science Trustのような非営利団体が設立された。
第2次世界大戦が終わると、英国と米国のどちらにおいても、科学者に対する一般の見方は称賛から不信へと大きく振れた。このためボドマー報告書では、社会への関与を避けることで研究費の調達が阻害されているのではないかという科学コミュニティの懸念が強調されていた。ボドマーは英国の科学者に対し、彼らには研究内容を公知のものとする責任があると訴え、より広範な一般大衆に科学を伝えることを奨励した。ボドマー報告書の発刊を受けて、英国科学振興協会、王立協会、王立研究所は協同して「科学の公衆理解のための委員会」（COPUS）を設置した。これらの団体が協調に踏み切ったことで、科学の公衆理解運動に真剣に取り組む趨勢が生まれた。COPUSは公衆理解を増進するアウトリーチ活動を特に対象とする補助金の交付も行った。ついには、科学者が研究成果を広く非専門家コミュニティに向けて公表するのが当たり前だという文化的変革がもたらされた。英国のCOPUSは既に廃止されたが、その名はアメリカで「科学の公衆理解のための連合」（Coalition on the Public Understanding of Science）として受け継がれた。この団体は米国科学アカデミー、アメリカ国立科学財団から資金を拠出されており、サイエンスカフェやフェスティバル、雑誌発行、市民科学のような各形式のポピュラー・サイエンス分野のプロジェクトに重点を置いている。

### 訳注
1. ↑  バウンダリーワーク。科学と非科学の間に境界線を引く試み。
2. ↑  Don't Be Such a Scientist: Talking Substance in an Age of Style
3. ↑  Society for the Diffusion of Useful Knowledge
4. ↑  lyceum（講堂）movement。19世紀半ばのアメリカで盛んだった成人教育運動。
5. ↑  Committee on the Public Understanding of Science